# Helmet
Helmet je alternative metalová skupina z New Yorku, založená v roce 1989 zpěvákem a kytaristou Page Hamiltonem. Skupina prodělala četné změny sestav a Hamilton je jediný její stálý člen. Do dnešní doby Helmet vydali osm studiovek. V současné době skupina pracuje na deváté.

## Diskografie

### Studiová alba
- Strap It On (1990)
- Meantime (1992)
- Betty (1994)
- Aftertaste (1997)
- Size Matters (2004)
- Monochrome (2006)
- Seeing Eye Dog (2010)
- Dead to the World (2016)

## Členové

### Současná sestava
- Page Hamilton (zpěv/kytara, 1989–dosud)
- Dan Beeman (kytara, 2008–dosud)
- Kyle Stevenson (bicí, 2006–dosud)
- Dave Case (baskytara, 2010–dosud)

### Dřívější členové
- Peter Mengede (kytara, 1989–1993)
- Rob Echeverria (kytara, 1993–1996)
- Chris Traynor (kytara/baskytara, 1997–2006, 2010)
- Henry Bogdan (baskytara, 1989–1998)
- John Stanier (bicí, 1989–1998)
- Frank Bello (baskytara, 2004–2005)
- John Tempesta (bicí, 2004–2006)
- Mike Jost (bicí, 2005–2006)
- Jeremy Chatelain (baskytara)
- Jimmy Thompson (kytara, 2006–2008)
- Jon Fuller (baskytara, 2006–2010)